# Oreste
Pour les articles homonymes, voir Oreste (homonymie).
Dans la mythologie grecque, Oreste (en grec ancien Ὀρέστης / Oréstês) est un Atride, fils du roi Agamemnon et de Clytemnestre. Il est le frère cadet d'Iphigénie et d'Électre ainsi que, selon Sophocle et Euripide, de Chrysothémis.

## Étymologie
Le nom grec Ὀρέστης, devenu Orestēs en latin, est dérivé du grec ὄρος (óros, « montagne ») et ἵστημι (hístēmi, « se tenir debout »). Il signifierait celui qui « se tient debout sur une montagne ».

## Mythe

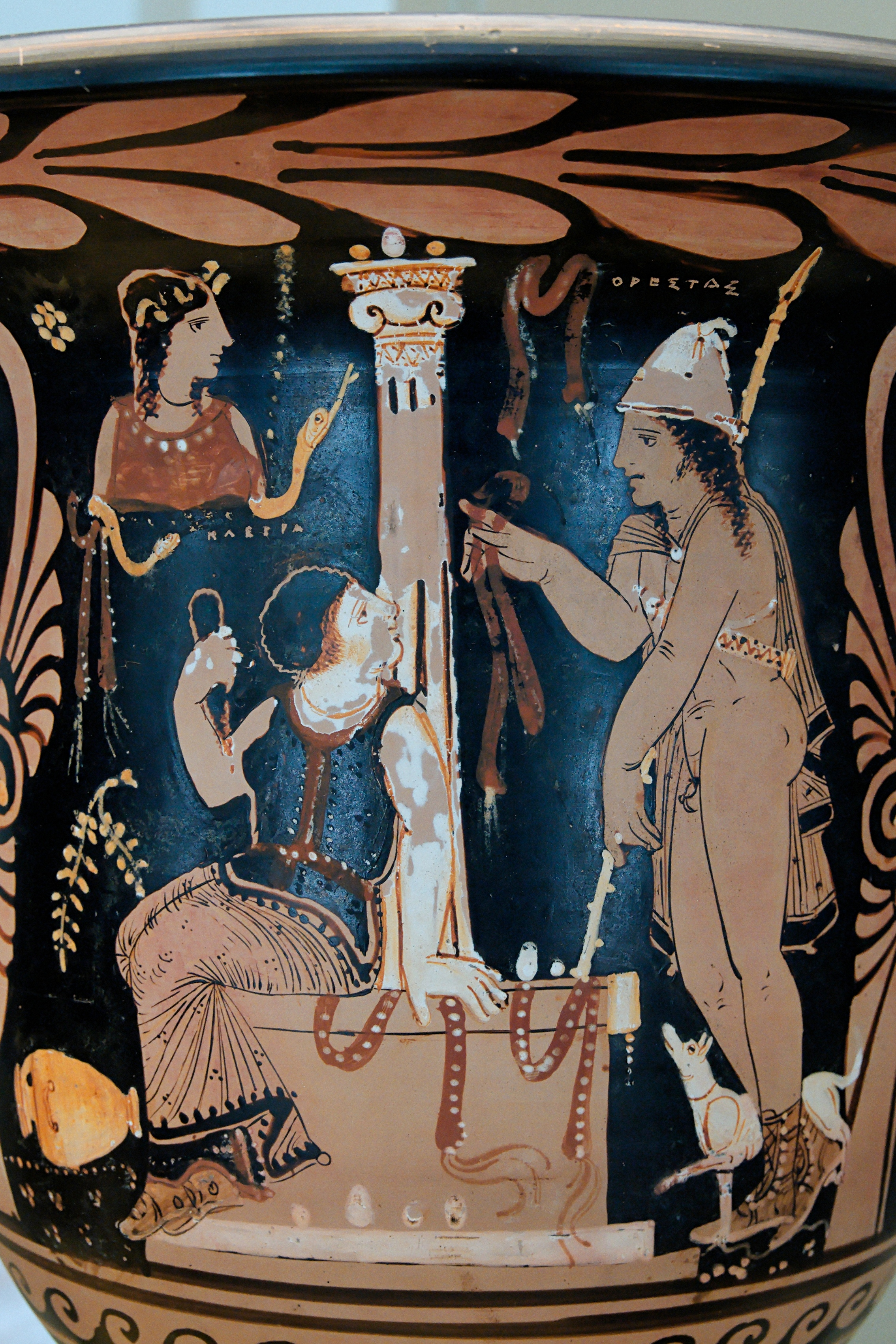
Rencontre d'Oreste et Électre sur la tombe d'Agamemnon, cratère de Python, 340–330 av. J.-C., Musée national archéologique de Madrid.

Encore enfant, Oreste est fiancé à sa cousine Hermione, fille de Ménélas et d'Hélène, avant la guerre de Troie.
Oreste n'est encore qu'un jeune homme lorsque son père Agamemnon, de retour de Troie, est assassiné par Égisthe, l'amant de sa mère Clytemnestre. Sa sœur Électre, craignant pour la vie de son frère, réussit à le confier à leur oncle Strophios, en Phocide, où Oreste se lie d'amitié avec son cousin Pylade. Parvenu à l'âge adulte, Oreste revient à Árgos, accompagné de Pylade, pour réaliser la prophétie de l'oracle d'Apollon : venger son père en tuant sa mère Clytemnestre et l'amant de celle-ci, Égisthe. S'étant préalablement fait reconnaître de sa sœur Électre, il met à exécution son projet meurtrier.
À part dans l'Odyssée, où il est vu comme une juste vengeance, son double assassinat fait d'Oreste un matricide, paria pour sa cité. Ainsi, le criminel est-il bientôt assailli par les Érinyes, divinités persécutrices qui obsèdent et tourmentent les coupables de crimes familiaux. Poursuivi sans relâche, en proie à des crises de folie passagères, Oreste finit par arriver à Athènes, où l'assemblée des citoyens, réunie sur la colline de l'Aréopage, décide, sur les conseils d'Athéna, de l'absoudre du meurtre de sa mère.
Par la suite, Oreste tue Néoptolème, fils d'Achille et Déidamie, qui avait profité de son état pour enlever Hermione. Il règne à ses côtés sur Árgos et engendre un fils, Tisamène, qui lui succédera. Il a aussi un fils avec sa demi-sœur Érigone : Penthilos.

## À l'époque moderne

### Littérature

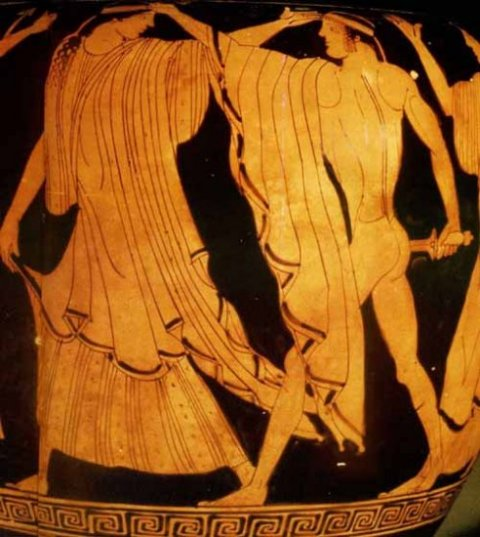
Oreste tuant Clytemnestre.

Dans Andromaque, Racine situe la période de la folie d'Oreste lors de l'assassinat de Néoptolème, désigné sous le nom de « Pyrrhus », qui déclenche en lui des visions de terreur : « pour qui sont ces serpents qui sifflent sur vos têtes... », qui font vraisemblablement référence aux Érinyes. S'il parvient à s'échapper, emporté par Pylade, il n'enlève pas avec lui Hermione qui s'est elle-même tuée par amour pour Pyrrhus.
Dans Les dieux ont soif (1912), Anatole France associe son personnage principal, Evariste Gamelin, juré sous la Terreur, à Oreste.
L'assassinat de Clytemnestre et d'Égisthe par Oreste a également été adapté par Jean-Paul Sartre dans une pièce de théâtre, Les Mouches, et par Jean Anouilh, dans une pièce de 1972, Tu étais si gentil quand tu étais petit.
À la fin du livre deuxième de Berlin Alexanderplatz, roman d'Alfred Döblin, le héros Franz Biberkopf est comparé à Oreste.
Dans Le Chant d'Achille, adaptation moderne de l'Iliade par Madeline Miller, il est mentionné en tant que fils d'Agamemnon. Patrocle apprend de Thétis qu'Oreste a assassiné le fils d'Achille, Néoptolème, alors que ce dernier se targuait devant Briséis qu'il pouvait acquérir n'importe quelle femme. Il est mentionné que cet assassinat fait suite à l'enlèvement de sa fiancée, probablement Hermione[source secondaire souhaitée].

### Beaux-arts
Oreste et Électre ont été le sujet et le titre de plusieurs œuvres d'art, dont deux groupes sculpturaux différents dans les collections du musée archéologique national de Naples.
Haendel consacre un opéra pasticcio nommé Oreste au récit mythologique.
Gustave Moreau a peint le tableau Oreste et les Érinyes en 1891.
Gotlib met en scène les personnages d'Oreste et de Pylade dans une de ses Rubriques-à-brac.
L'épisode 41 du manga et un anime japonais « La Petite Olympe et les Dieux » (La vengeance d'Oreste) a pour sujet le mythe d'Oreste.

### Astronomie
L'astéroïde troyen de Jupiter (13475) Oreste porte son nom.

## Sources
- Homère, Odyssée [détail des éditions] [lire en ligne] (Chant I, 30 ; 298–300. Chant III, 309).
- Pseudo-Apollodore, Épitome [détail des éditions] [lire en ligne] (II, 16 ; VI, 13-14 et 24-28).
- Eschyle, Euménides [détail des éditions] [lire en ligne].
- Euripide, Andromaque [détail des éditions] [lire en ligne], Électre [détail des éditions] [lire en ligne], Oreste [détail des éditions] [lire en ligne].
- Hygin, Fables [détail des éditions] [(la) lire en ligne] (CCLVII).
- Pausanias, Description de la Grèce [détail des éditions] [lire en ligne] (II, 16, 7 ; II, 18, 6 ; II, 29, 4).
- (en) Retours [détail des éditions] [lire en ligne].
- Sophocle, Électre [détail des éditions] [lire en ligne].
- Dracontius, La tragédie d'Oreste.